# Madonne-et-Lamerey
Madonne-et-Lamerey – miejscowość i gmina we Francji, w regionie Grand Est, w departamencie Wogezy.
Według danych na rok 1990 gminę zamieszkiwało 375 osób, a gęstość zaludnienia wynosiła 53 osób/km² (wśród 2335 gmin Lotaryngii Madonne-et-Lamerey plasuje się na 682. miejscu pod względem liczby ludności, natomiast pod względem powierzchni na miejscu 826.).